# Špinača
Špinača (latinsko Spinacia oleracea) je listnata rastlina, ki izvira iz srednje in zahodne Azije. Njeni listi so užitni. Lahko jo jemo kuhano ali surovo, okus pa se precej razlikuje; visoka vsebnost oksalata se lahko zmanjša s paro.
Je enoletnica (redko dvoletnica), ki zraste do 30 cm. Leta 2018 je bila svetovna proizvodnja špinače 26,3 milijona ton, samo Kitajska je predstavljala 90% celotne pridelave.